# جیوه (II) اکسید

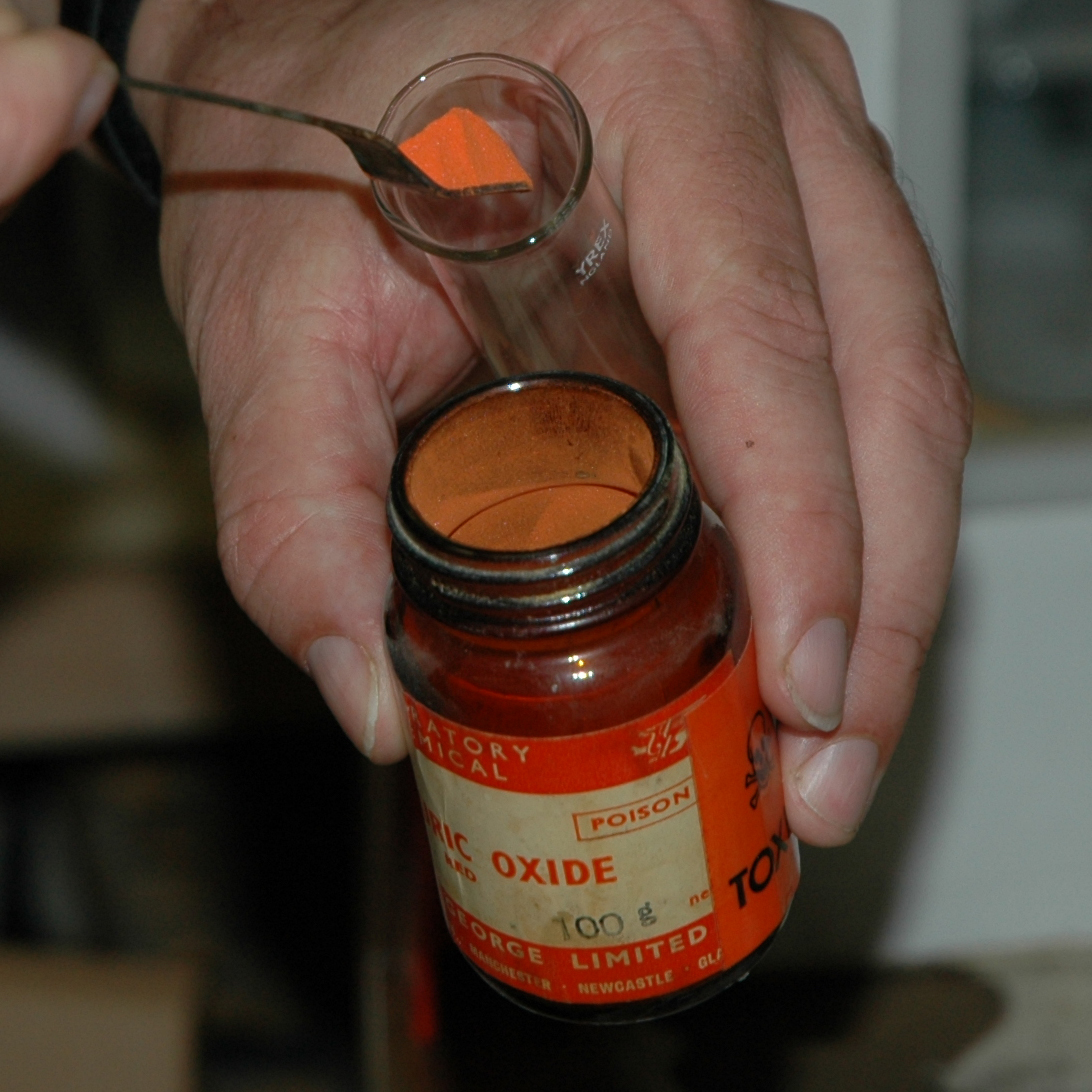
اکسید جیوه

جیوه (II) اکسید یا اکسید جیوه یا اکسید مرکوریک یک اکسید با فرمول HgO است. این ماده قرمز یا نارنجی رنگ و در دمای اتاق جامد است.
اکسید جیوه در ۴۰۰ تا ۵۰۰ درجه سانتیگراد تجزیه می‌شود. از این پدیده در استحصال جیوه از منابع اکسیدی خود به کار می‌رود. اکسید جیوه به عنوان گندزدا و به نام رسوب سرخ به کار می‌رود.